# Ahí te quiero ver
Ahí te quiero ver va ser un programa de televisió emès per la cadena espanyola TVE entre 1984 i 1987 i conduït per l'actriu Rosa Maria Sardà.

## Format
El programa responia a idèntiques premisses que Per molts anys, conduït per la mateixa Sardà en el circuit català de TVE: Una combinació d'entrevistes (no exemptes del to informal i a vegades àcid de la presentadora), actuacions musicals i sketches d'humor. Al costat de Rosa María Sardà, van actuar en el programa intervenint en els diferents gags, els actors Margarida Minguillón, Amparo Moreno i Enric Pous en el paper, entre d'altres, de Honorato, un home absolutament anul·lat per la seva esposa (Sardà), que es limita a contemplar el televisor. En la segona temporada es va incorporar al repartiment habitual l'actor Joaquim Kremel.
El programa va comptar amb dues etapes: Del 4 d'octubre de 1984 al 7 de juny de 1985 i del 23 de desembre de 1986 al 27 de maig de 1987.

## Premis i Nominacions
- TP d'Or 1984: Millor Presentadora, Rosa Maria Sardà.
- Fotogramas de Plata 1984 (1984): Nominació a la Millor intèrpret de televisió, Rosa Maria Sardà